# 大鏑矢神社
大鏑矢神社（おおかぶらやじんじゃ）は、福島県田村市の神社。

## 歴史
創建年代は不明であるが、801年（延暦20年）に征夷大将軍坂上田村麻呂が当社で戦勝祈願をしたことから、少なくとも延暦年間には既に存在していたものと推測される。
1337年（延元2年）、南北朝の騒乱で焼失したが、北畠顕家によってただちに復興させた。その後も近隣の領主や庶民の信仰を集めてきた。
当社では、毎年1月3日に夫婦獅子舞の行事が執り行われる。現在、田村市の無形民俗文化財に指定されている。

## 文化財
- 大鏑矢神社の夫婦獅子舞（田村市指定無形民俗文化財 平成17年4月18日指定）[3]

## 交通アクセス
- 船引駅より徒歩14分。